# Modra nad Cirochou
Modra nad Cirochou (bis 1978 slowakisch „Modra“; ungarisch Modra) ist eine Gemeinde im Osten der Slowakei mit 949 Einwohnern (Stand 31. Dezember 2024), die zum Okres Humenné, einem Kreis des Prešovský kraj gehört.

## Geographie
Die Gemeinde befindet sich im Tal des Flusses Cirocha am Fuß des Gebirges Vihorlat auf einer Höhe von 210 m n.m., 11 Kilometer von Snina sowie 12 Kilometer von Humenné gelegen. 

## Geschichte
Der Ort wurde zu Beginn des 14. Jahrhunderts gegründet und zum ersten Mal 1333 schriftlich erwähnt, dennoch gab es im 11. und 12. Jahrhundert in der Gemarkung Kaštieľ eine Burgstätte. Modra gehörte lange Zeit zum Herrschaftsgut des Geschlechts Drugeth. 1828 sind 72 Häuser und 530 Einwohner verzeichnet.

## Bevölkerung
| Jahr                | 1994 | 2004    | 2014    | 2024    |
| ------------------- | ---- | ------- | ------- | ------- |
| Anzahl der Personen | 1093 | 1030    | 1007    | 949     |
| Unterschied         |      | −5,76 % | −2,23 % | −5,75 % |

| Jahr                | 2023 | 2024    |
| ------------------- | ---- | ------- |
| Anzahl der Personen | 956  | 949     |
| Unterschied         |      | −0,73 % |

Ergebnisse nach der Volkszählung 2001 (1047 Einwohner):
| Nach Ethnie: - 99,43 % Slowaken - 0,19 % Magyaren - 0,19 % Russinen - 0,19 % Tschechen | Nach Religion: - 99,24 % römisch-katholisch - 0,48 % griechisch-katholisch - 0,19 % konfessionslos - 0,10 % keine Angabe |

## Bauwerke
- römisch-katholische Kirche von 1764

## Verkehr
Am Ort vorbei verläuft in West-Ost-Richtung die Staatsstraße 74 (Strážske - ukr. Grenze bei Ubľa). Zudem besitzt der Ort eine Haltestelle an der Bahnstrecke Humenné–Stakčín.